# Arthur Friedenreich
Arthur Friedenreich (São Paulo, 18 juli 1892 – aldaar, 6 september 1969) was een Braziliaanse voetballer. Zijn bijnaam was “De Tijger”.

## Biografie
Friedenreich was de eerste zwarte stervoetballer. Zijn vader Oscar, was een zoon van een Duitse emigrant en werd geboren in Blumenau. Zijn moeder Matilde was een zwarte slavin. Op tienjarige leeftijd ging Arthur naar het Mackenzie College in São Paulo, waar hij het voetbal leerde kennen.  In de begindagen was het voetbal ook in Brazilië een sport die enkel door de bovenlaag van de bevolking weggelegd was maar door zijn Duitse afkomst kon ook Arthur deze sport beoefenen.
In 1909 wilde hij lid worden van SC Germânia, een club voor spelers met een Duitse achtergrond. Als Duitse Braziliaan had hij hier recht op. Echter door het feit dat hij een mulat was in het in die tijd erg racistische Brazilië werd hem aanvankelijk de toegang tot de club ontzegd. Oprichters Hans Nobiling en Hermann Friese, een van de betere voetballers van die tijd, namen het echter op voor Friedenreich waardoor hij toch lid kon worden van de club. Als een speler een fout maakte op een niet-blanke speler werd deze meestal niet gefloten door de scheidsrechter. De tegenstander wist na een tijd natuurlijk dat vuil spel onbestraft bleef. Men zegt dat Freidenreich zijn legendarische snelle lichaamsveranderingen ontwikkelde om zijn tegenstanders te slim af te zijn en hen geen kans te geven op vuil spel. Op meer op een blanke te gelijken maakte hij zijn kroeselhaar glad of speelde zelfs met een haarnet. Ondanks deze tegenwerkingen werd Friedenreich een ware volksheld en wordt zo gezien als de eerste Braziliaanse voetbalster.
Friedenreich was op 21 juli 1914 in Rio de Janeiro een van de spelers die de eerste interland speelden voor het nationale elftal. Tegenstander was geen ander nationaal elftal maar de Engelse club Exeter City FC. Brazilië won met 2-0. Friedenreich verloor in de ruwe wedstrijd twee tanden. In 1925 ging hij met zijn team CA Paulistano op tournee doorheen Europa en werd door een Franse krant bestempeld als de koning der koningen van het voetbal. De Brazilianen noemden hem Pé de Ouro (goudvoet) en de Uruguayen gaven hem na de finale van het Zuid-Amerikaanse kampioenschap 1919 de bijnaam El Tigre (de tijger).
Hij werd international dankzij zijn vaders afkomst, want zwarte Brazilianen werden pas in 1918 toegelaten bij het nationale elftal. In 1919 en 1922 werd hij met Brazilië kampioen van Zuid-Amerika. In 1921 mochten hij en andere gekleurde spelers echter niet aantreden op het Zuid-Amerikaans kampioenschap omdat de toenmalige Braziliaanse president Epitácio Lindolfo da Silva Pessoa niet wilde dat Brazilië als een ontwikkelingsland bestempeld zou worden. Brazilië kon de competitie niet winnen en hierna werd het verbod weer opgeheven.
In 1930 werd het allereerste WK georganiseerd. Door onenigheden bij de voetbalbonden van het Campeonato Paulista mochten er dat jaar geen spelers aantreden uit de buurt van São Paulo. Hierdoor zou hij nooit schitteren op een WK. Hij speelde in totaal 17 officiële interlands en scoorde hier 8 keer. Verder speelde hij ook zes officieuze wedstrijden met Brazilië tegen andere clubteams waarbij hij twee keer scoorde. In 1935 beëindigde hij zijn carrière bij CR Flamengo op de respectabele leeftijd van 42 jaar.
Volgens de FIFA scoorde hij 1329 keer (49 meer dan Pelé). Hierdoor geldt hij als de meest scorende speler in de geschiedenis en was ook de eerste speler die meer dan duizend doelpunten scoorde. Hij werd negen keer topschutter in de competitie van São Paulo.
Samen met Valeriano López en Bernabé Ferreyra is hij de enige Amerikaanse profvoetballer met een gemiddelde van meer dan één goal per wedstrijd.
Hij overleed in 1969 aan de ziekte van Parkinson.